# Bosco Luganese
Bosco Luganese è una frazione di 348 abitanti del comune svizzero di Bioggio, nel Canton Ticino (distretto di Lugano).

## Geografia fisica
Il villaggio è situato sul Monte Cervello, tra Bioggio e Cademario.

## Storia

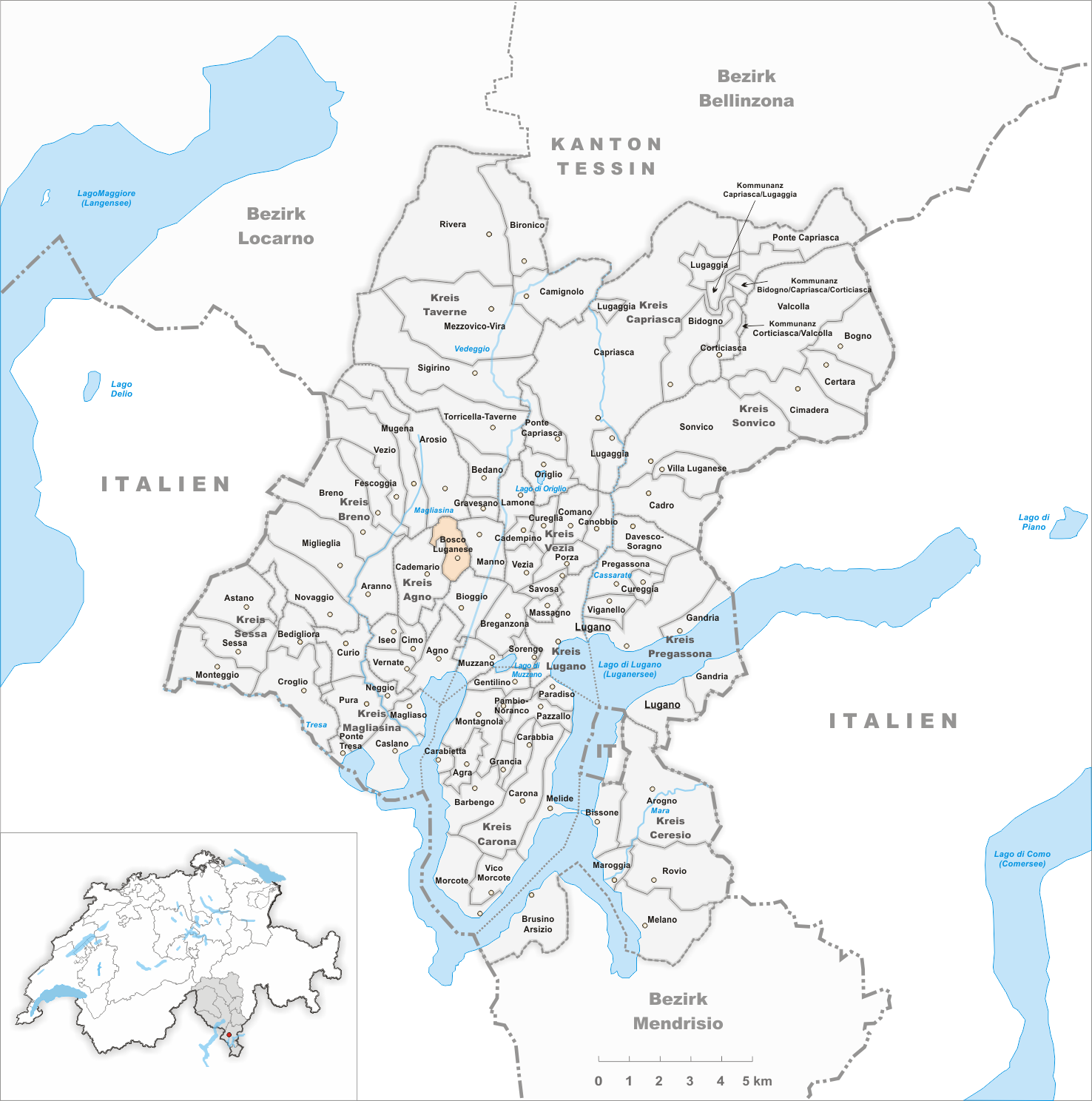
Il territorio del comune di Bosco Luganese prima degli accorpamenti comunali del 2004

Già comune autonomo che si estendeva per 1,56 km², il 3 dicembre 2004 è stato accorpato al comune di Bioggio assieme all'altro comune soppresso di Cimo. La fusione è stata decisa con la votazione popolare consultiva del 30 settembre 2004.

## Monumenti e luoghi d'interesse
- Chiesa parrocchiale di Sant'Abbondio, attestata dal 1580[1].

## Società

### Evoluzione demografica
L'evoluzione demografica è riportata nella seguente tabella:
Abitanti censiti

## Amministrazione
Ogni famiglia originaria del luogo fa parte del cosiddetto comune patriziale e ha la responsabilità della manutenzione di ogni bene ricadente all'interno dei confini della frazione.